# Jądro półgrupy
Jądro półgrupy – najmniejszy dwustronny ideał danej półgrupy. Nie każda półgrupa posiada ideał. Jądro jest półgrupą idealnie prostą, to znaczy nie zawiera żadnego właściwego ideału dwustronnego. Rozwój algebraicznej teorii półgrup rozpoczął się od pracy rosyjskiego matematyka A.K. Suszkiewicza w „Mathematische Annalen” (1928), w której wyjaśnił on strukturę jądra dowolnej półgrupy skończonej.
Ponieważ dwa dwustronne ideały A i B półgrupy P zawsze zawierają ich iloczyn
{\displaystyle AB=\{ab:a\in A,b\in B\},}
więc półgrupa P może zawierać tylko jedno jądro.
Jeśli jądro półgrupy P jest grupą, to P nazywamy homogrupą. Półgrupa P jest homogrupą wtedy i tylko wtedy, gdy w P istnieje element z dzielący się z prawej i lewej strony przez dowolny element z P (to znaczy {\displaystyle z\in xP\cap Px} dla dowolnego {\displaystyle x\in P}).

## Przykłady
- Każda półgrupa skończona posiada jądro. W półgrupie {\displaystyle (\mathbb {Z} _{6},\cdot )=\{0,1,2,3,4,5\}} ideałem minimalnym jest {0}.
- W półgrupie liczb naturalnych {\displaystyle (\mathbb {N} ,\cdot )} nie ma jąder, ponieważ każde dwa ideały {\displaystyle (m)=m\mathbb {N} ,(n)=n\mathbb {N} } zawierają ideał {\displaystyle (mn)=mn\mathbb {N} .}